# Фабіан Баранський
Фабіан Баранський (27 травня 1999 , Влоцлавек, Куявсько-Поморське воєводство ) — польський веслувальник, бронзовий призер Олімпійських ігор 2024 року, чемпіон світу та Європи, призер чемпіонатів світу та Європи.

## Виступи на Олімпіадах
| Олімпіада  | Дисципліна     | Місце |
| ---------- | -------------- | ----- |
| Токіо 2020 | парні четвірки | 4     |
| Париж 2024 | парні четвірки | 3     |

## Зовнішні посилання
- Фабіан Баранський на сайті FISA.